# Албан Буши
Албан Буши (на албански: Alban Bushi) е албански футболист, нападател, играл за Литекс (Ловеч) и албанския национален отбор.

## Състезателна кариера

### Литекс Ловеч
Албан Буши пристига в Ловеч в началото на 1998 г. от гръцкия Аполон. Официалният му дебют е на 21 февруари в мач от А група срещу Миньор (Пк.) и спечелен от „оранжевите“ с 2:0. Първият си гол вкарва на 15 март същата година за победата с 2:0 над ЦСКА. Бързо се налага в отбора и отбелязва важни голове при двете шампионски титли, както и в евротурнирите. Със своята борбеност и непримиримост се превръща в любимец на феновете. Първият чужденец слагал капитанската лента на Литекс. Това става на 18 април 1999 в домакинския мач от А група срещу Славия спечелен от ловчанлии с 3:1. В тази среща албанецът иска обяснение от съдията Антон Генов за извършено нарушение, вследствие на което започва меле с участието на всички футболисти от двата отбора. Буши получава червен картон заедно с Петър Цветанов и Мариус Уруков от гостите за който първоначално е наказан с лишаване от състезателни права за шест срещи, но след обжалване от лагера на „оранжевите“ наказанието му е намалено на три срещи. С екипа на Литекс записва 55 срещи в които отбелязва 21 гола. Последният му мач с екипа на ловчанлии е на 4 август 1999 г. срещу полския Видзев Лодз в турнира от Шампионската лига. В него при изпълнението на наказателните удари албанецът пропуска последната решаваща дузпа за Литекс, класираща отбора в следващия кръг от надпреварата. На следващия ден е трансфериран в турския Аданаспор. Името му е записано в алеята на славата на ФК Литекс (Ловеч).

## Успехи
Литекс (Ловеч)
- Шампион (2): 1997/98, 1998/99